# Perechreście (rejon lachowicki)
Perechreście (biał. Перахрэсце, Pierachrescie; ros. Перехрестье, Pieriechriestje) – wieś na Białorusi, w obwodzie brzeskim, w rejonie lachowickim, w sielsowiecie Nacza.

## Historia
W dwudziestoleciu międzywojennym leżało w Polsce, w województwie nowogródzkim, w powiecie baranowickim, w gminie Lachowicze. W 1921 miejscowość liczyła 425 mieszkańców, zamieszkałych w 76 budynkach, w tym 374 Białorusinów i 51 Polaków. 278 mieszkańców było wyznania prawosławnego i 147 rzymskokatolickiego.
Po II wojnie światowej w granicach Związku Sowieckiego. Od 1991 w niepodległej Białorusi.